# 捧いのり
捧 いのり（ささげ いのり、1997年3月3日 - ）は、日本のAV女優。バンビプロモーション・HANAYA PROJECT所属。

## 略歴・人物
2021年2月、SODクリエイトのレーベル「女優のクセがスゴい!!」の専属女優としてAVデビュー。
4作品に出演後、専属を離れ企画単体女優となる。
2021年5月よりHANAYA PROJECTとともにバンビプロモーションにも所属。
趣味は読書・映画鑑賞・特撮作品鑑賞、特技はイラスト。イラストに関しては、オリジナルイラストのグッズ販売を行っている。

## 作品

### アダルトDVD
- 童顔スレンダー微乳の不思議ちゃん? サブカル系ドM公務員 捧いのり AV DEBUT（2月25日、SODクリエイト）
- 「便器になりたいです」 スレンダーな童顔娘を男汁イジメで汚しました 精液ごっくん 唾液ごっくん サブカル系ドM公務員 捧いのり 23歳（3月25日、SODクリエイト）
- 華奢なカラダが覚醒する緊縛ドMセックス サブカル系ドM公務員 捧いのり（4月22日、SODクリエイト）
- 素人円女交際 中出しoK 黒パンスト黒髪炉利ガール いのり（9月7日、パコパコ団とゆかいな仲間たち）
- 喉マ●コ中出し美少女調教イラマチオ（10月26日、REAL）
- 放課後― 極限イラマチオ（10月26日、Hunter）
- 男はボク1人の学校の大掃除はパンチラ天国! 見渡せば視界に広がる無数のパンチラに大興奮! 2（11月9日、Hunter）
- 「今、私のパンツ見たよね?」 見せつけてるようにしか思えない脚の開き方でボクの勃起を誘発してくるエッチなお姉さんの思わせぶりなパンチラトラップ（11月23日、Hunter）
- 「私の裸見たんでしょ?お兄さんのも見せて!」 風呂を借りにきた妹の友達の裸を見てしまいフル勃起! しかもその勃起をジロジロ見られてしまい遂に興味津々に触られてしまった!（11月23日、Hunter）
- ロングヘアー4Pレズビアン! 〜長く伸びた髪を振り乱し女性たちは激しくイキまくった!（12月14日、セレブの友）

- パコ撮りNo.42 ソファで一度生チン挿入されたJ●はベッドでも生チンを許し全中出し!2回目はスク水コスで半分外に出して中出し!（1月12日、FIRST STAR）
- 「覚えてる？昨日は嬉しかったよ!」 朝起きたら部屋に下着姿の同期女子社員! 2（2月8日、Hunter）
- AV業界合コン! 4 〜ロングヘアーが美しいAV女優4人を集めました!（3月1日、エマニエル）
- 素人トーキョー No.10 円光女子校生に生ハメ中出し!（11月22日、素人トーキョーH.S./妄想族）

### アダルトVR
- 〈ビンタ・イラマ・ごっくん・4P〉マゾ素人を乱暴に調教 この地味女が今、セルフイラマしてます（6月10日、SODクリエイト）
- 最高のおねだりペット… 僕のち○こをしゃぶりつくされ1日8発も射精する日常… 「いのりのおま○こをご主人様のおち○ぽでいい子いい子して欲しいです…」（7月15日、SODクリエイト）

### ネット配信
- 【初撮り】【セックス初心者】恥ずかしがり屋の素朴娘が愛液を溢れさせて感じまくる。漏れ出る声で「逝ってぃぃですか..?」 ネットでAV応募→AV体験撮影 1558（6月9日、シロウトTV）
- 個撮)一番搾りの生ザーメンごっくん♥サブカル系アニオタ公務員いのりちゃんの献身的すぎるご奉仕ノーハンドフェラ！（8月14日、アントニオ斎藤）
- 個撮)美人アニオタ公務員のガチイキハメ撮り!おし●こ漏らしちゃう敏感おマ●コがけしからんドMっ娘いのりちゃんとの濃厚セックス!（8月21日、アントニオ斎藤）
- 個撮)爆裂喉奥イラマチオ!ドM属性高めのサブカル系アニオタ公務員いのりちゃん下着姿でごっくん喉奥イラマノーハンドフェラ!（8月28日、アントニオ斎藤）

- いのりちゃん（11月24日、ピクチン）